# Jerônimo Coelho
Jerônimo Francisco Coelho (Laguna, 30 de setembro de 1806 — Nova Friburgo, 16 de janeiro de 1860) foi um militar, jornalista e político brasileiro.

## Biografia
Nasceu em Laguna (30 de setembro de 1806), sendo o segundo filho do major Antônio Francisco Coelho e de Francisca Lina do Espírito 
Santo Coelho. Neto do capitão-mor de Laguna Jerônimo Francisco Coelho, e por parte materna, do alferes de milícia Lino dos Santos.
Em 1809 a família mudou-se para a Corte do Império. Em pouco tempo perdeu o pai e um tio, João Francisco Coelho, cabendo unicamente à sua mãe a tarefa de educar ele e o irmão mais velho, Antônio Francisco Coelho. 
Em dezembro de 1827 casou-se com Emília Carolina da Costa Barros, filha do tenente-coronel Francisco da Costa Barros. Desta união nasceram Jerônimo Francisco Coelho Júnior, José Francisco Coelho e mais uma filha. Emília faleceu em 30 de agosto de 1854.

## Carreira
Editou o jornal O Catharinense, em 1831, o primeiro da Província de Santa Catarina.
Foi deputado à Assembleia Legislativa Provincial de Santa Catarina na 1ª legislatura (1835 a 1837), na 2ª legislatura (1838 a 1839) (não assumiu), na 3ª legislatura (1840 a 1841), na 4ª legislatura (1842 a 1843), na 5ª legislatura (1844 a 1845), e na 6ª legislatura (1846 a 1847).
Foi presidente das províncias do Grão-Pará, nomeado por carta imperial de 1 de março de 1848, de 7 de maio de 1848 a 31 de maio de 1850, e do Rio Grande do Sul, nomeado por carta imperial de 20 de fevereiro de 1856, de 28 de abril de 1856 a 8 de março de 1857.
Em 2 de fevereiro de 1844 foi simultaneamente ministro da Marinha e da Guerra do Brasil, no quarto gabinete ministerial de D. Pedro II. Permaneceu no cargo de ministro da Marinha até 23 de maio de 1844, e no do Exército até 26 de maio de 1845. Voltou a ocupar o cargo de ministro da Guerra em 4 de maio de 1857, no Gabinete Olinda de 1857, ocupando o cargo até 11 de julho de 1858.
Foi conselheiro imperial.
Teve forte atuação no poder executivo e como ministro da Guerra atuou com determinação para estabelecer as condições de paz com os revoltosos farroupilhas. Foi também o fundador da Imprensa Catarinense, quando em 28 de julho de 1831 editou o primeiro jornal na então província de Santa Catarina, O Catharinense. Ainda em 1832 lançaria um segundo jornal, O Expositor. Foi também membro fundador da primeira loja maçônica de Santa Catarina, em Desterro.
Em 1846 demarcou as terras da futura colônia Dona Francisca (atual cidade de Joinville) e parte do território do distrito de Parati (atual cidade de Araquari).
Recebeu as condecorações Imperial Ordem de São Bento de Avis, como comendador e a Imperial Ordem da Rosa

## Representação na cultura
É considerado o mais destacado político catarinense do século XIX, de acordo com Oswaldo Rodrigues Cabral. Seu nome é perpetuado, por exemplo, na denominação de uma rua no centro de Florianópolis.
Jerônimo Coelho foi homenageado tendo seu nome colocado em uma escola no município onde nasceu, Laguna, a E.E.B Jerônimo Coelho, fundada em 1912 e mantendo seus exercícios até hoje, sendo inclusive uma das primeiras no país a adotar o sistema de horário integral.
É o patrono do 3º Batalhão de Polícia do Exército, situado em Porto Alegre.